# 御園慎一郎
御園 慎一郎（みその しんいちろう、1953年3月12日 - ）は、日本の自治官僚、愛知東邦大学人間学部人間健康学科教授。
内閣官房内閣審議官（地域再生担当）、総務省大臣官房審議官（財政制度・財務担当）、地方公営企業等金融機構理事などを歴任した。

## 来歴
1953年、長野県諏訪郡富士見町に生まれる。1977年、東京大学法学部第1類（私法コース）を卒業し、自治省（現総務省）に入省した。同省にて地方財政や地方自治に関する職務に多く携わった。
1988年、愛知県庁に出向し地方課長、財政課長を務める。1992年、自治省に戻る。茨城県総務部長、自治省大臣官房情報政策室長などを歴任。
1998年4月、再び愛知県庁に出向し企画部長に就任。6月、総務部長に就任。
同年8月4日、愛知県知事の鈴木礼治が「健康上の問題」を理由に5選不出馬を表明。自由民主党、民主党県連、公明党、自由党の4党は御園（当時45歳）を後継候補として擁立することで一旦合意するが、野中広務官房長官が「省内の序列が乱れる。若すぎる」と難色を示したことから、出馬の話は10月で立ち消えとなる。自治省は定員425人と省庁で最少であったが、2万人を超える大蔵省、9千人の通産省と並んで「御三家」と呼ばれ、1998年の時点で12人も自治省出身の知事がいた。本省の課長補佐が出向して半年も経たずに知事候補になったのが、自治大臣歴のある野中のかんに障ったと言われている。
2000年には2002 FIFAワールドカップ日本組織委員会に出向。その後、厚生労働省大臣官房審議官（社会・障害保健福祉・老健担当）、総務省大臣官房審議官（財政制度・財務担当）などを勤めたのち、2008年10月からは、地方公営企業等金融機構（のちの地方公共団体金融機構）理事に就任した。
2010年、愛知県知事選挙への出馬のため愛知県に転居。愛知東邦大学に転じ、人間学部の教授に就任した。人間健康学科において「人間と地域」などをテーマに講じている。それに加えて、愛知東邦大学を設置、運営する東邦学園の理事も兼任している。地域活性学会の理事を務めており、理事として同学会の総務企画委員会を所管している。同年、トリムコーポレーションの顧問にも就任した。
2011年2月6日に行われた愛知県知事選挙に民主党、社会民主党、国民新党、連合愛知の推薦を受けて立候補するも、三番手で落選した。
2023年11月3日、秋の叙勲で瑞宝中綬章を受章。

## 研究
専門は行政学であり、愛知東邦大学人間学部では教授として「人間と地域」などの講義を担当するなど、やや学際的な領域を研究対象としている。
内閣官房内閣審議官（地域再生担当）として、地域再生や構造改革特別区域などの職務を担当したことから、それらに関する著作も上梓している。また、電子自治体や電子政府に関する著書も著している。

## 人物
趣味の一つにサッカーがあり、中学生の頃からプレーを続けている。

## 不祥事
2011年2月の愛知県知事選で、御園の運動員が公職選挙法違反の容疑で逮捕された。御園への投票や票の取りまとめなどの報酬として、1人当たり千数百円で餃子やビールなどを飲食させたとしている。

## 略歴
- 1953年 - 長野県諏訪郡富士見町にて誕生
- 1977年 - 東京大学法学部卒業
- 1977年 - 自治省入省
- 1982年 - 福井県地方課長、その後財政課長
- 1988年 - 愛知県地方課長
- 1990年 - 愛知県財政課長
- 1992年 - 自治省財政局財政課理事官
- 1994年 - 茨城県総務部長
- 1997年 - 自治省大臣官房情報政策室長
- 1998年 - 愛知県企画部長
- 1998年 - 愛知県総務部長
- 2000年 - 2002 FIFAワールドカップ日本組織委員会業務局長
- 2002年 - 総務省自治財政局財務調査課長
- 2003年 - 総務省大臣官房会計課長
- 2003年 - 内閣官房構造改革特区推進室副室長
- 2003年 - 内閣官房地域再生推進室副室長
- 2005年 - 厚生労働省大臣官房官房審議官（社会・障害保健福祉・老健担当）
- 2006年 - 北陸先端科学技術大学院大学大学院知識科学研究科客員教授
- 2007年 - 内閣官房内閣審議官（地域再生担当）
- 2007年 - 総務省大臣官房審議官（財政制度・財務担当）
- 2008年 - 大阪大学臨床医工学融合研究研修センター招へい教授
- 2008年 - 大阪大学大学院医学系研究科招へい教授
- 2008年 - 地方公営企業等金融機構理事
- 2010年 - 学校法人東邦学園理事、愛知東邦大学人間学部人間健康学科教授、大阪経済大学経済学部客員教授
- 2011年愛知県知事選挙にて落選
- 2011年 - 大阪大学臨床医工学融合研究研修センター臨床医工学研究推進部門招へい教授

## 著作

### 単著
- 御園慎一郎著『地域を変える、日本が変わる――愛知ルネッサンス計画』ゆいぽおと、2010年。ISBN 9784877584306

### 共著
- 御園慎一郎・松永邦男著『地方公務員の給与その他の勤務条件』第一法規出版、1983年。NCID BN02798579
- 御園慎一郎ほか共著『電子自治体――その歩みと未来』日本法令、2006年。ISBN 9784539719916
- 御園慎一郎・服部敦・大前孝太郎編著『特区・地域再生のつくり方』ぎょうせい、2008年。ISBN 9784324084151

### 編纂
- 御園慎一郎・大前孝太郎・服部敦編『地域再生システム論――「現場からの政策決定」時代へ』東京大学出版会、2007年。ISBN 9784130322102